# Уроки французской кулинарии
«Уроки французской кулинарии» (англ. Mastering the Art of French Cooking) — кулинарная книга Джулии Чайлд (американского шеф-повара и ведущей на американском телевидении), Симоны Бэк и Луизетты Бертолль. 
Издана в 1961 году, с дополнительным вторым томом 1970 года о выпечке. 
Издательство «Кнопф» (Нью-Йорк, США).
«Любой может готовить во французской манере» — сказали мадам Бэк, мадам Бертолль и мадам Чайлд, — «нужна лишь правильная инструкция». Сейчас это первая кулинарная книга, которая говорит американцам «как».

## История
В 1951 году Джулия Чайлд, вместе с Симоной Бэк (родившейся и получившей образование во Франции) и Луизеттой Бертолль (полуамериканкой, полуфранцуженкой) открыла в Париже кулинарную школу для американок — «Школа трёх гурманов» (L’Ecole des Trois Gourmandes, логотип этой школы позднее был использован в первых сериях программы «Французский шеф-повар»). Дело пошло настолько хорошо, что навело Джулию на мысль обобщить этот опыт в книге. 
После 10 лет родилась книга, которая произвела революцию в американской кулинарии: «Уроки французской кулинарии» (или же «Осваивая искусство французской кухни»).
Иллюстраторами стали Сидони Корин и Пол Чайлд.
В 1962 году Джулию пригласили выступить в передаче «Что мы читаем», где хотели обсудить её книгу. Но Джулия привезла с собой на студию электроплитку, сковороды и две дюжины яиц и там же, на глазах у изумлённой публики, продемонстрировала приготовление её знаменитого «L’Omelette Roulle». 
На студии поняли, что шанс упускать нельзя и сделали первые несколько шоу с Джулией Чайлд о том, как готовить еду. Эта книга — стимул долгой и успешной карьеры Чайлд в качестве одного из первых шеф-поваров на телевидении.

## Содержание
«Уроки французской кулинарии» представляет собой широкий обзор «чисто французского вкуса». Здесь можно найти рецепты знаменитого «бёф бургиньон» (мясо по-бургундски), ухи, «кручёных французских омлетов» (L’Omelette Roulle), информацию о том, как правильно приготовить говядину и яйца-пашот, также подробные инструкции о том, как подать овощи более аппетитно, чем то, что практиковалось на американской кухне 1960-х. 
Это объёмная книга: к примеру, рецепт только «биф бургиньон» занимает почти 10 страниц.
Джулия Чайлд, Симона Бэк и Луизетта Бертолль о своей книге:

Книга написана для тех, кто любит готовить, в ней изложены подробные рецепты, как мы считаем, некоторые из них действительно слишком подробны. Ни один ингредиент не упущен из виду. На самом деле книга вполне могла носить название „Французская кухня из американских супермаркетов“. 
В совершенстве, французское приготовление пищи и хорошей кухни в целом, обусловлено прежде всего методами приготовления. К ним относятся такие методы как: кусок мяса — сделать коричневым, без потери соков, взбитые белки влить по форме для пирога, а тесто поднять до максимального объёма, как добавить яичные желтки в горячий соус, чтобы они не свернулись, как можно поставить торт в духовку, чтобы он подрумянился и как нарезать лук быстро. Любой может готовить во французской манере, нужна лишь правильная инструкция. Мы надеемся, что книга станет полезной в предоставлении этой инструкции.

## Издания
Первое издание вышло в 1961 году, в  нью-йоркском издательстве «Кнопф» (Alfred A. Knopf). Это была огромная рукопись, которую с трудом взялись напечатать (к примеру, рецепт знаменитого «биф бургиньон» (мясо по-бургундски) занимал почти 10 страниц — но никто не хотел знать о французской кухне так много). Позже 
Джулия опишет это в своих мемуарах «Моя жизнь во Франции».
Эта книга выдержала множество переизданий (к 2009 году — 94) и  два раза была переиздана с изменениями — впервые в 1983 году с обновлениями, а затем в 2003 г.
Дополнительное издание
Существует также второе издание, выпущенное в 1970 году. Его, по сравнению с первым, многие упускают из виду. Оно расширилось некоторыми темами, которые авторы планировали опубликовать ещё в первом томе, в частности то, что касается выпечки. Здесь Джулия Чайлд совместно с Симоной Бэк учились под руководством профессора Раймонда Калвеля, удивительного французского пекаря, когда Луизетта Бертолль занялась другими проектами. 
Иллюстрации Сидони Корин во втором издании были оформлены по работам Пола Чайлда. 
Оба тома считаются одной из влиятельных работ в истории американской кулинарии и Джулии Чайлд в частности, предоставляя почти всемирное уважение в области приготовления пищи.
Экранизация: история создания книги показана в худ. фильме 2009 года «Джули и Джулия: Готовим счастье по рецепту».